# Óda

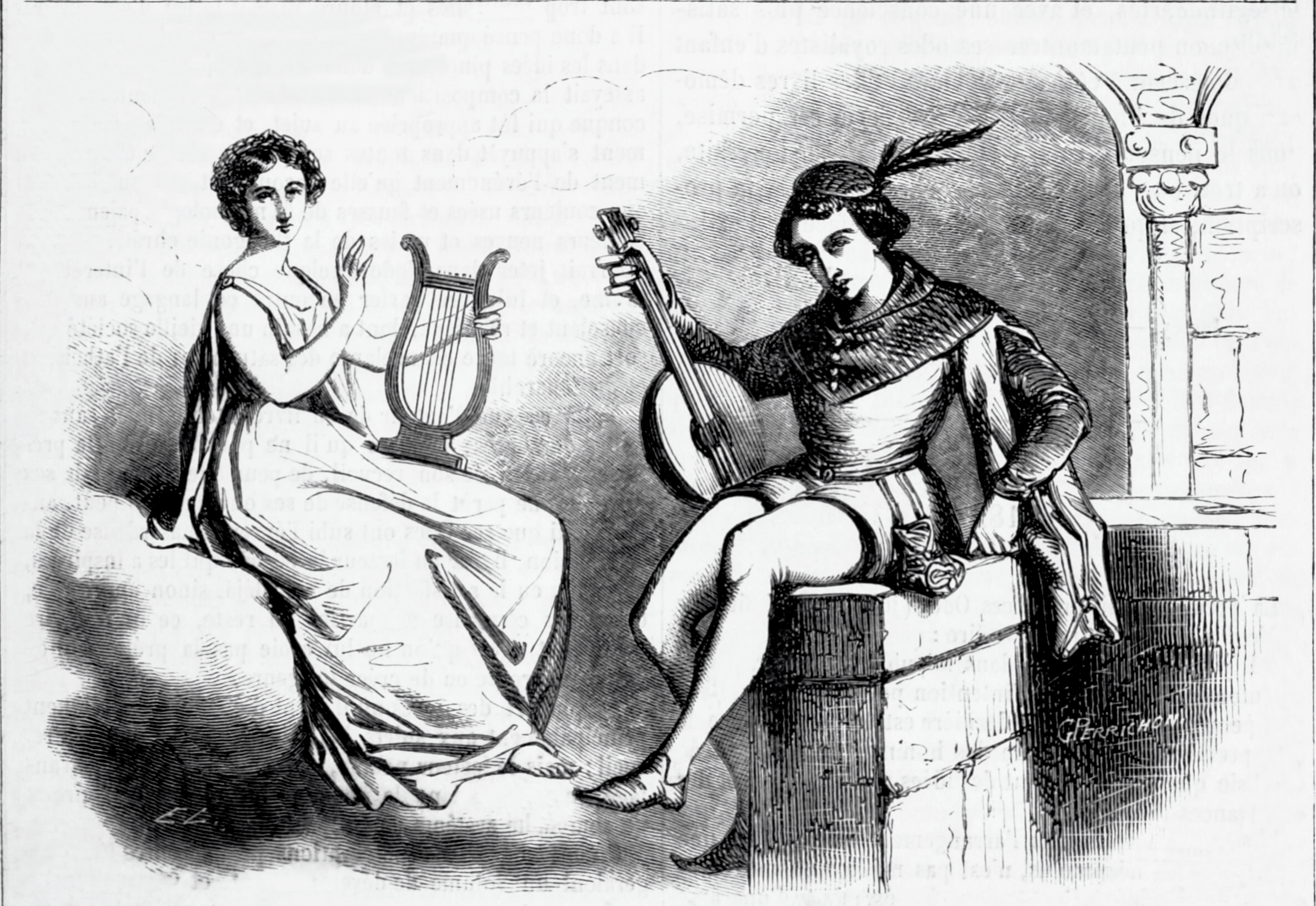
Ódy a balady (1828), Victor Hugo (1840-1902), Eustache Lorsay

Óda je lyrická báseň či hudební skladba oslavující předmět, osobu či vlast. Název vychází z řeckého ódé, což znamená zpěv. Jde o protiklad elegie. Podobným žánrem je chvalozpěv neboli hymnus, ten má oproti ódě kratší rozsah a nezaměřuje se na tolik komplexní témata.

## Historie
Jako první byl tento útvar použit ve starověké poezii a měl svou pevnou strukturu. Byl složen ze tří částí: strofy (rytmický úvod), antistrofy a epódy (dozpěv, závěr). Óda oslavuje hrdinu, předmět, osobu, vlast, moudrost, lásku atd. V hudbě se óda objevuje v 16. století, svého nejčastějšího užití doznává v době baroka, především u Henryho Purcella. Najdeme ji i u skladatelů klasicismu – nejznámější je Óda na radost, součást Beethovenovy deváté symfonie. Ani ve 20. století nezmizela z hudební scény – např. Byronovu Ódu na Napoleona zhudebnil skladatel Arnold Schoenberg.